# Hamideh Abbasali
Hamideh Abbasali (in persiano حمیده عباسعلی‎; Rey, 14 marzo 1990) è una karateka iraniana.
Ha partecipato ai Giochi di Tokyo 2020, gareggiando nella specialità kumite.